# Liste der Biografien/Ig
Liste der Biografien |
Portal Biografien |
Personensuche
# |
A |
B |
C |
D |
E |
F |
G |
H |
I |
J |
K |
L |
M |
N |
O |
P |
Q |
R |
S |
T |
U |
V |
W |
X |
Y |
Z |
?
 
Ia |
Ib |
Ic |
Id |
Ie |
If |
Ig |
Ih |
Ii |
Ij |
Ik |
Il |
Im |
In |
Io |
Ip |
Iq |
Ir |
Is |
It |
Iu |
Iv |
Iw |
Ix |
Iy |
Iz
Die Liste der Biografien führt alle Personen auf, die in der deutschsprachigen Wikipedia einen Artikel haben. Dieses ist eine Teilliste mit 264 Einträgen von Personen, deren Namen mit den Buchstaben „Ig“ beginnt.

## Ig

### Iga
- Iga, Kenichi (* 1940), japanischer Elektroingenieur
- Igali, Daniel (* 1974), nigerianischer bzw. kanadischer Ringer
- Igaly, Diána (1965–2021), ungarische Sportschützin
- Igamane, Hamza (* 2002), marokkanischer Fußballspieler
- Igami, Arya (* 2003), japanischer Fußballspieler
- Igarashi, Akitoshi (* 1932), japanischer Jazzmusiker
- Igarashi, Ayaka (* 1999), japanische Skispringerin
- Igarashi, Chikara (1874–1947), japanischer Literaturprofessor
- Igarashi, Daisuke (* 1969), japanischer Manga-Zeichner
- Igarashi, Fumio (* 1958), japanischer Eiskunstläufer
- Igarashi, Hisato (* 1951), japanischer Kunstturner
- Igarashi, Kanoa (* 1997), japanischer Surfer
- Igarashi, Kazuya (* 1965), japanischer Fußballspieler
- Igarashi, Masato (* 1999), japanischer Fußballspieler
- Igarashi, Megumi (* 1972), japanische KünstlerinMegumi Igarashi (* 1972)

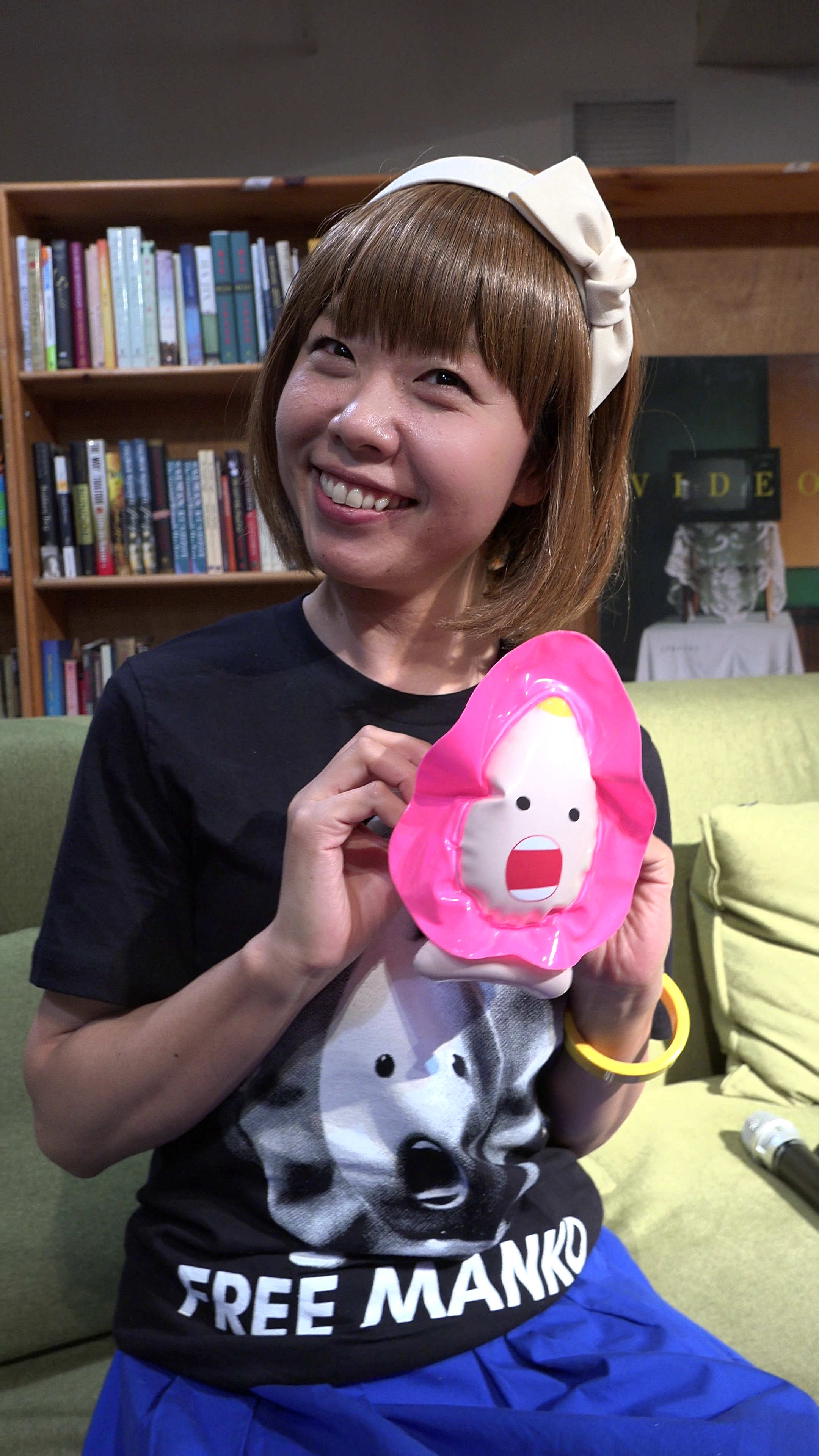
Megumi Igarashi (* 1972)

- Igarashi, Saki (* 2000), japanische Ringerin
- Igarashi, Sena (* 2002), japanischer Fußballspieler
- Igarashi, Taiyo (* 2003), japanischer Fußballspieler
- Igarashi, Taketoshi, japanischer Jazzmusiker (Schlagzeug)
- Igarashi, Toshiyuki (* 1984), japanischer Boxer im Fliegengewicht
- Igarashi, Yu (* 1995), japanischer Badmintonspieler
- Igarashi, Yumiko (* 1950), japanische Manga-Zeichnerin
- Igari, Yūki (* 1988), japanischer Fußballspieler
- Igartiburu, Anne (* 1969), spanische Fernsehmoderatorin
- Igarza, Leopoldo (* 1941), venezolanischer Komponist, Gitarrist und Musikpädagoge
- Igata, Tomoko (* 1965), japanische Motorradrennfahrerin
- Igaune, Laura (* 1988), lettische Hammerwerferin
- Igawa, Satomi (* 1978), japanische Badmintonspielerin
- Igawa, Sora (* 2000), japanischer Fußballspieler
- Igawa, Tōgo (* 1946), japanischer Schauspieler
- Igawa, Yūsuke (* 1982), japanischer Fußballspieler
- Igaya, Chiharu (* 1931), japanischer Skirennläufer und Sportfunktionär

### Igb
- Igbavboa, Urule (* 1987), US-amerikanisch-deutscher Basketballspieler
- Igbekeme, James (* 1995), nigerianischer Fußballspieler
- Igbo, Chi-Chi (* 1986), nigerianische Fußballspielerin
- Igboananike, Kennedy (* 1989), nigerianischer Fußballspieler
- Igbokwe, Obi (* 1997), US-amerikanischer Sprinter
- Igbonefo, Victor (* 1985), indonesisch-nigerianischer Fußballspieler
- Igbonekwu, Emmanuel (* 2002), nigerianischer Fußballspieler
- Igboun, Sylvester (* 1990), nigerianischer Fußballspieler
- Igbudu, Cornelius Adam (1914–1981), nigerianischer Gründer einer evangelikalen Gruppe

### Ige
- Ige, David (* 1957), US-amerikanischer Politiker
- Igel, Benzion (1838–1898), österreichischer Mathematiker
- Igel, Christoph (* 1968), deutscher Wissenschaftler
- Igel, Eugen (1940–2020), deutscher Fußballtrainer
- Igel, Fábio (* 1970), brasilianischer Skirennläufer
- Igel, Heinrich von (1839–1918), preußischer General der Infanterie
- Igel, Jayne-Ann (* 1954), deutsche Schriftstellerin
- Igel, Johann (1937–2012), österreichischer Para-Schwimmer
- Igel, Oliver (* 1978), deutscher Politiker (SPD), Bezirksbürgermeister von Berlin-Treptow-Köpenick
- Igel, Pelle (1905–1981), deutscher kommunistischer Agitator und Schriftsteller
- Igel, Regine (* 1948), deutsche investigative Journalistin und Autorin von politischen Sachbüchern
- Igel, Wolf von (1888–1970), deutscher Agent und Offizier
- Igelhoff, Peter (1904–1978), österreichischer Musiker und Komponist
- Igelström, Alexander von (1770–1855), russischer Generalmajor
- Igelström, Emma (* 1980), schwedische Schwimmerin
- Igelström, Gustav Heinrich von (1695–1771), livländischer Landrat und Landmarschall
- Igelström, Jakob Johann von (1735–1804), schwedisch-baltischer Freiherr und Kammerherr
- Igelström, Otto Heinrich von (1737–1823), russischer General und Diplomat
- Iger, Bob (* 1951), US-amerikanischer UnternehmerBob Iger (* 1951)

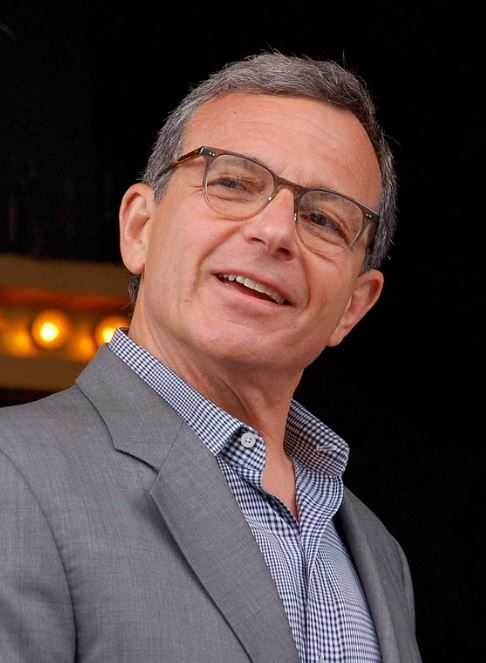
Bob Iger (* 1951)

- Iger, Jerry (1903–1990), US-amerikanischer Cartoonist, Comiczeichner und -autor

### Igg
- Igga, James Wani (* 1949), südsudanesischer Politiker
- Iggers, Georg (1926–2017), deutsch-amerikanischer Historiker
- Iggers, Wilma (1921–2025), deutsch-tschechisch-US-amerikanische Germanistin und Kulturhistorikerin
- Iggo, Ainsley (1924–2012), neuseeländischer Physiologe
- Iggulden, Conn (* 1971), britischer Autor
- Iggulden, Mike (* 1982), kanadischer Eishockeyspieler

### Igh
- Ighalo, Odion (* 1989), nigerianischer Fußballspieler

### Igi
- Igi-ḫalki, elamitischer König
- Igiebor, Nosa (* 1990), nigerianischer Fußballspieler
- Igier, Kévin (* 1987), französischer Eishockeyspieler
- Iginla, Jarome (* 1977), kanadischer EishockeyspielerJarome Iginla (* 1977)

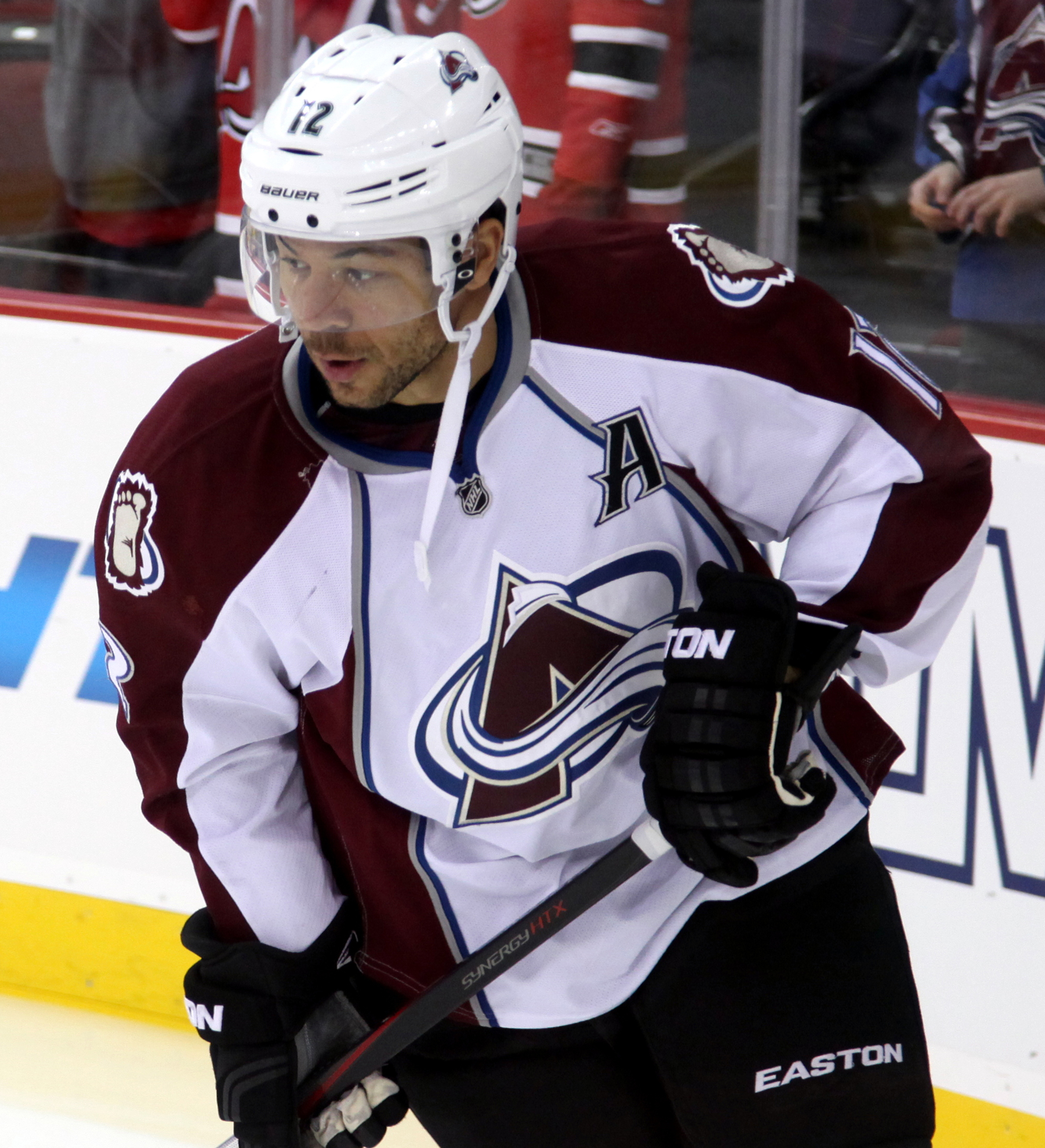
Jarome Iginla (* 1977)

### Igl
- Igl, Ernest (1920–2001), deutscher Grafiker, Maler und Designer
- Igl, Gerhard (* 1947), deutscher Jurist und Hochschullehrer
- Igl, Johann (1912–1945), deutscher römisch-katholischer Schneidergeselle und Märtyrer
- Igl, Karl (* 1945), österreichischer Schrittmacher
- Igland, Anette (* 1971), norwegische Fußballspielerin
- Iglauer, Bruce (* 1947), US-amerikanischer Blueslabelbesitzer
- Iglauer, Erika (1930–2007), österreichische Ethnologin und Vorstandssekretärin
- Iglehart, Donald (* 1933), US-amerikanischer Mathematiker
- Iglehart, James Monroe (* 1974), US-amerikanischer Musicaldarsteller
- Iglehart-Summers, Quentin (* 1987), US-amerikanischer Sprinter
- Igler, Gustav (1842–1938), österreichischer Genremaler
- Igler, Hans (1920–2010), österreichischer Politiker
- Igler, Uwe (* 1964), deutscher Fußballspieler
- Iglesia, Álex de la (* 1965), spanischer Filmregisseur und DrehbuchautorÁlex de la Iglesia (* 1965)

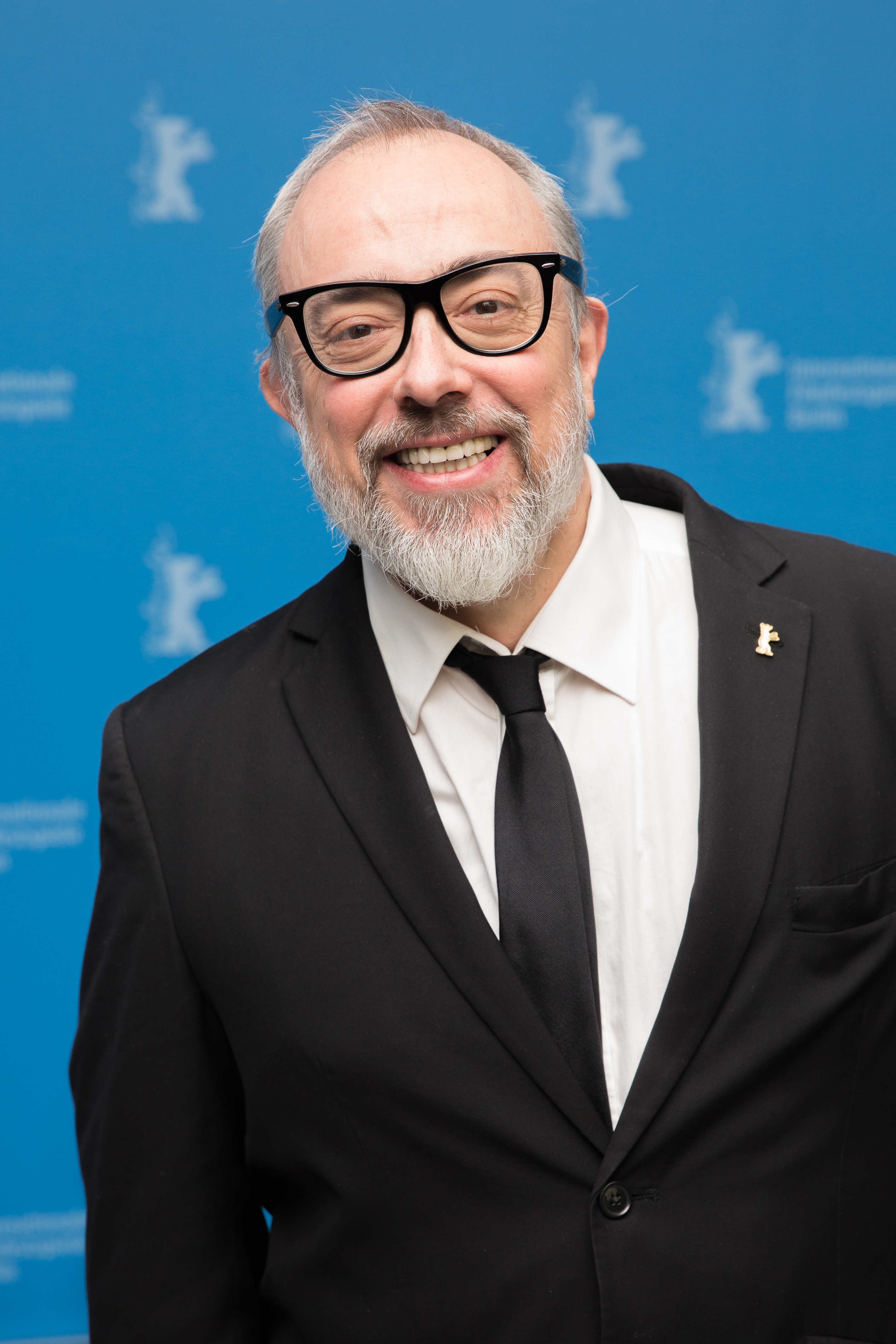
Álex de la Iglesia (* 1965)

- Iglesia, Eloy de la (1944–2006), spanischer Filmregisseur
- Iglesias Bonns, Miguel (1915–2012), spanischer Filmregisseur
- Iglesias Castro, Rafael (1861–1924), Präsident Costa Ricas
- Iglesias Correa, José Alberto (1945–1972), argentinischer Rock-Sänger und Songwriter
- Iglésias Navarri, Ramon (1889–1972), Bischof von Urgell und Kofürst von Andorra
- Iglesias Posse, Pablo (1850–1925), spanischer Politiker, Gründer der spanischen Sozialistischen Partei (PSOE)
- Iglesias Puga, Julio (1915–2005), spanischer Gynäkologe
- Iglesias Ricou, Marcelino (* 1951), spanischer Bürgermeister und Präsident
- Iglesias Rossi, Alejandro (* 1960), argentinischer Komponist
- Iglesias Turrión, Pablo (* 1978), spanischer Politiker (Podemos), MdEP und Politologe
- Iglesias, Adauto (1928–1991), spanisch-australischer Fußballtorwart und -trainer
- Iglesias, Alberto (* 1955), spanischer Filmmusik-Komponist
- Iglesias, Álvaro (* 1993), spanischer Hockeyspieler
- Iglesias, Arsenio (1930–2023), spanischer Fußballspieler und -trainer
- Iglesias, Belén (* 1996), spanische Hockeyspielerin
- Iglesias, Borja (* 1993), spanischer Fußballspieler
- Iglesias, Carmen (* 1942), spanische Historikerin
- Iglesias, Cristina (* 1956), spanische Installationskünstlerin und Bildhauerin
- Iglesias, Enrique (* 1930), uruguayischer Politiker, Generalsekretär des Iberoamerikanischen Bündnisses
- Iglesias, Enrique (* 1975), spanischer-philippinisch-US-amerikanischer R&B- sowie Dance-Pop-Sänger, Songwriter und SchauspielerEnrique Iglesias (* 1975)

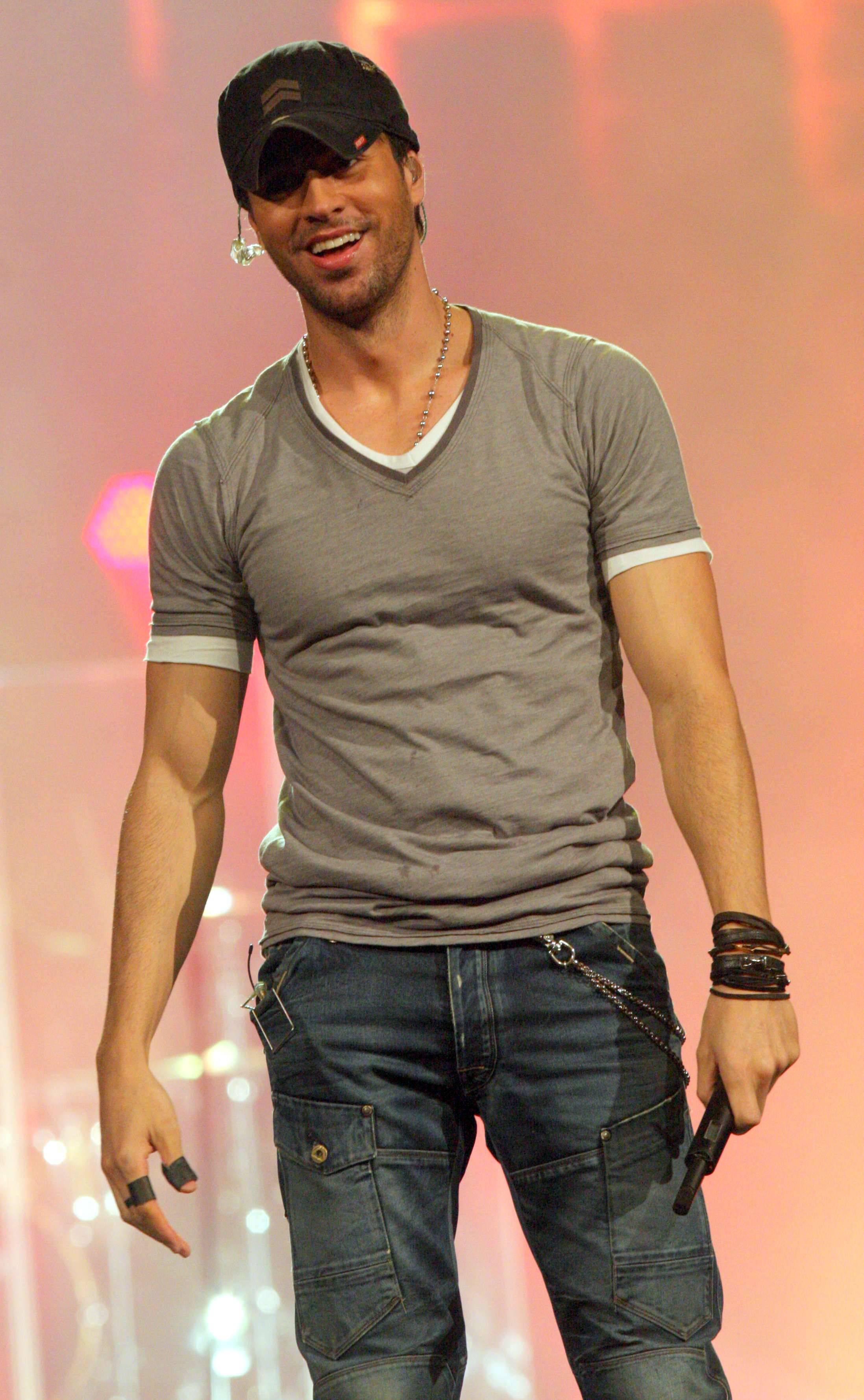
Enrique Iglesias (* 1975)

- Iglesias, Evaristo (1925–2005), kubanischer Hürdenläufer und Sprinter
- Iglesias, Florencia, argentinische Handballspielerin
- Iglesias, Gabriel (* 1976), US-amerikanischer Komiker und Schauspieler
- Iglesias, Iñigo (* 2002), spanischer Motorradrennfahrer
- Iglesias, Jesús Ricardo (1922–2005), argentinischer Rennfahrer
- Iglesias, Jonathan (* 1988), uruguayischer Fußballspieler
- Iglesias, José María (1823–1891), mexikanischer Jurist und Politiker
- Iglesias, Julio (* 1943), spanischer SängerJulio Iglesias (* 1943)

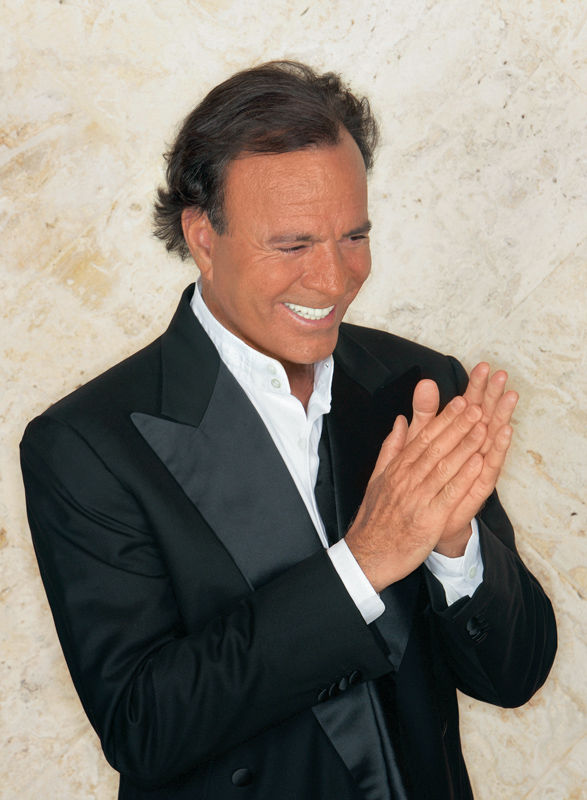
Julio Iglesias (* 1943)

- Iglesias, Julio Jr. (* 1973), spanischer Sänger
- Iglesias, Leire (* 1978), spanische Judoka
- Iglesias, Leonardo (* 1979), argentinischer Fußballspieler
- Iglésias, Madalena (1939–2018), portugiesische Sängerin
- Iglesias, María Antonia (1945–2014), spanische Journalistin und Autorin
- Iglesias, Maxi (* 1991), spanischer Schauspieler
- Iglesias, Melanie (* 1987), US-amerikanische Schauspielerin
- Iglesias, Miguel (1830–1909), peruanischer General und Präsident
- Iglesias, Rafael (1924–1999), argentinischer Boxer
- Iglesias, Rafael (* 1979), spanischer Marathonläufer
- Iglesias, Raúl (1933–2004), kubanischer Pianist und Musikpädagoge
- Iglesias, Roniel (* 1988), kubanischer Boxer
- Iglesias, Santiago (1872–1939), puerto-ricanischer Politiker
- Iglewski, Barbara (1938–2023), US-amerikanische Mikrobiologin und Hochschullehrerin
- Iglinski, Maxim (* 1981), kasachischer Radrennfahrer
- Iglinski, Walentin (* 1984), kasachischer Radrennfahrer
- Iglisch, Rudolf (1903–1987), deutscher Mathematiker und Hochschullehrer
- Iglitzin, Alan (* 1931), US-amerikanischer Bratschist
- Iglo, Marek (* 1968), tschechischer Komponist
- Iglói, Mihály (1908–1998), ungarischer Leichtathlet und Leichtathletiktrainer

### Ign
- Igna, Ioan (* 1940), rumänischer Fußballschiedsrichter
- Ignacio, Bê (* 1978), brasilianisch-deutsche Sängerin
- Ignacio, Dion (* 1986), philippinischer Schauspieler
- Ignacio, Jeffrey, philippinischer Poolbillardspieler
- Ignacio, Rafael (1897–1984), dominikanischer Komponist
- Ignácio, Vinicius José (* 1991), brasilianischer Fußballspieler
- Ignacio-Pinto, Louis (1903–1984), beninischer Jurist, Politiker und Diplomat, Richter am Internationalen Gerichtshof
- Ignaczak, Krzysztof (* 1978), polnischer Volleyballspieler
- Ignaczak, Rainer (1943–2022), deutscher Fußballtorwart
- Ignarro, Louis J. (* 1941), US-amerikanischer Pharmakologe
- Ignaschewitsch, Sergei Nikolajewitsch (* 1979), russischer Fußballspieler und -trainer
- Ignasiak, Detlef (* 1950), deutscher Germanist, Historiker, Autor und Verleger
- Ignat, Doina (* 1968), rumänische Ruderin
- Ignat, Émile (1909–1981), französischer Radrennfahrer
- Ignatavičius, Evaldas (* 1967), litauischer Diplomat und Politiker, stellvertretender Außenminister
- Ignatavičius, Mantas (* 1978), litauischer Basketballspieler
- Ignatenko, Alexander Wladimirowitsch (* 1963), sowjetischer bzw. russischer Ringer
- Ignatenko, Pjotr Wassiljewitsch (* 1987), russischer Straßenradrennfahrer
- Ignatenko, Wassili Iwanowitsch (1961–1986), belarussischer Feuerwehrmann und Liquidator bei der Nuklearkatastrophe von Tschernobyl
- Ignatieff, Michael (* 1947), kanadischer Historiker, Philosoph und PolitikerMichael Ignatieff (* 1947)

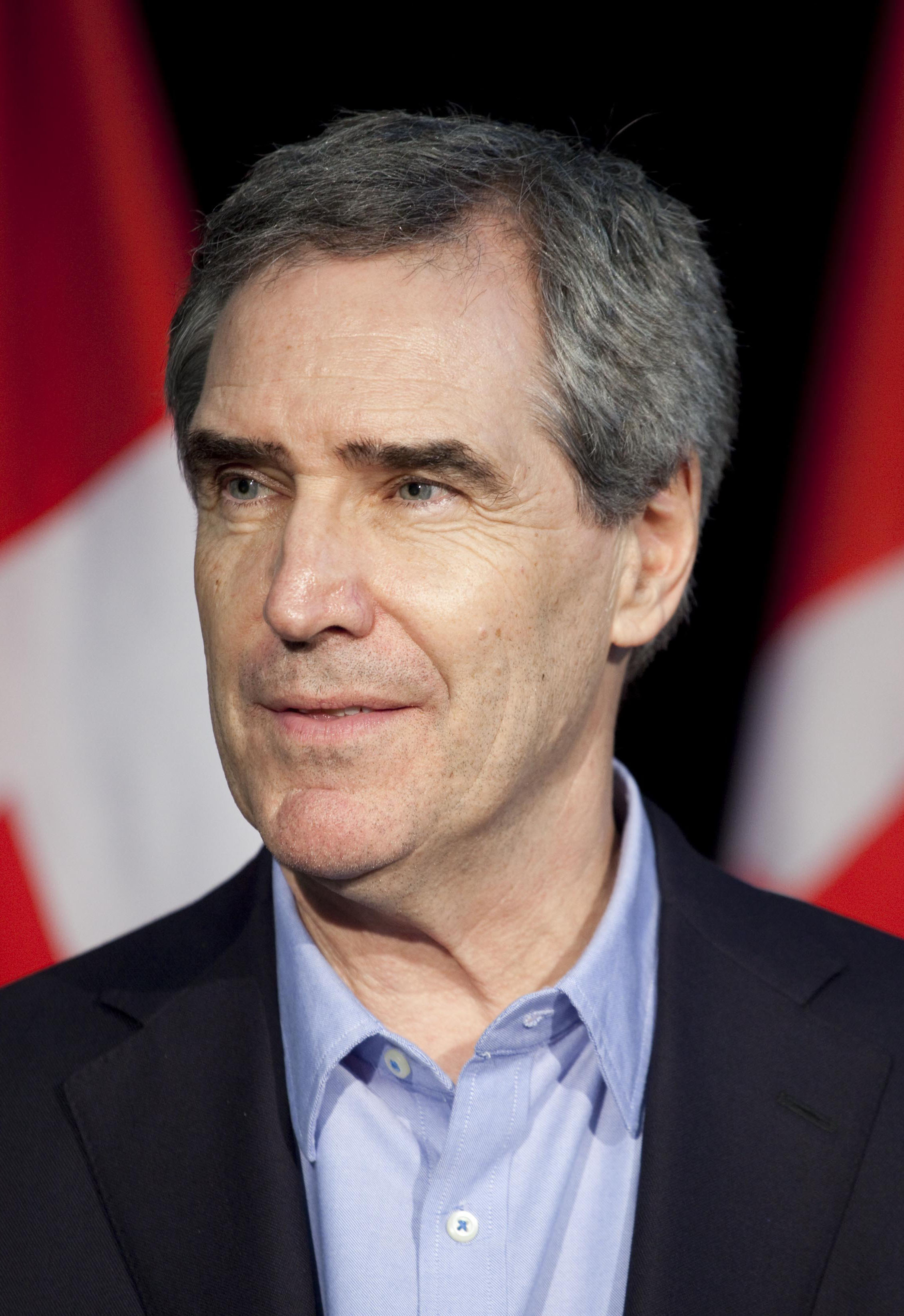
Michael Ignatieff (* 1947)

- Ignátieff, Michail (1910–1991), russisch-deutscher Komponist und Balalaikaspieler
- Ignatios (797–877), Patriarch von Konstantinopel, Heiliger
- Ignatius Ephräm I. Barsum (1887–1957), Patriarch von Antiochien der Syrisch-Orthodoxen Kirche und gelehrter Schriftsteller
- Ignatius Ephräm II. Karim (* 1965), syrischer Geistlicher, Patriarch der Syrisch-Orthodoxen Kirche
- Ignatius IV. (1921–2012), orthodoxer Patriarch von Antiochien und geistliches Oberhaupt der Orthodoxen Kirche von Antiochien
- Ignatius Jakob III. (1913–1980), syrischer Geistlicher, Patriarch der Syrisch-Orthodoxen Kirche von Antiochien
- Ignatius Michael III. Jarweh (1730–1800), syrisch-katholischer Patriarch von Antiochien (1783–1800)
- Ignatius von Antiochia, Bischof von Antiochia
- Ignatius von Loyola (1491–1556), Soldat, Theologe, Gründer der später auch als Jesuitenorden bezeichneten Gesellschaft JesuIgnatius von Loyola (1491–1556)

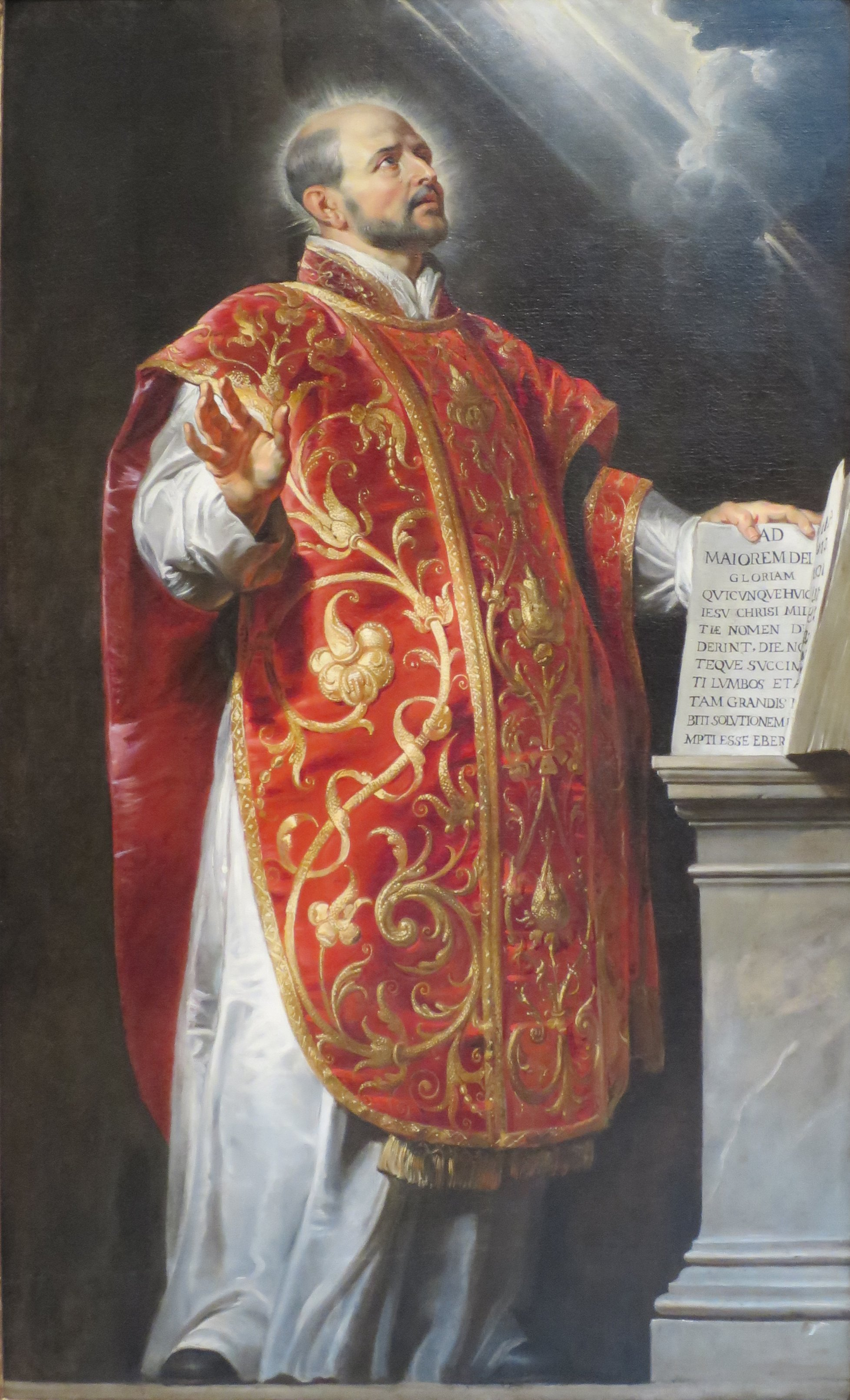
Ignatius von Loyola (1491–1556)

- Ignatius von Santhià (1686–1770), italienischer Priester, Kapuziner und Heiliger der katholischen Kirche
- Ignatius XIX. Pilatus I., Patriarch von Antiochien der syrisch-orthodoxen Kirche
- Ignatius Zakka I. Iwas (1933–2014), irakischer Patriarch der Syrisch-Orthodoxen Kirche von Antiochien
- Ignatius, Anja (1911–1995), finnische Geigerin und Musikpädagogin
- Ignatius, David (* 1950), US-amerikanischer Journalist, Ökonom und Thriller-Autor
- Ignatius, David Friedrich (1765–1834), deutschbaltischer Theologe
- Ignatius, Michael (1713–1777), estnischer Literat und Übersetzer
- Ignatius, Otto Friedrich (1794–1824), deutschbaltischer Maler, Schriftsteller und Komponist
- Ignatius, Paul Robert (* 1920), US-amerikanischer Unternehmer und Politiker
- Ignatiussen, Harald (* 1925), grönländischer Landesrat
- Ignatiussen, Orto (1959–2019), grönländischer Schauspieler und Theaterregisseur
- Ignatjeva, Margarita (* 2001), lettische Tennisspielerin
- Ignatjevs, Viktors (* 1970), lettischer Eishockeyspieler und -trainer
- Ignatjew, Alexei Alexejewitsch (1877–1954), russischer General und Diplomat
- Ignatjew, Ardalion Wassiljewitsch (1930–1998), sowjetischer Sprinter
- Ignatjew, Dmitri (* 1988), russischer Straßenradrennfahrer
- Ignatjew, Iwan Alexandrowitsch (* 1999), russischer Fußballspieler
- Ignatjew, Michail Borissowitsch (* 1985), russischer Radrennfahrer
- Ignatjew, Nikolai Pawlowitsch (1832–1908), russischer General und Diplomat
- Ignatjew, Semjon Denissowitsch (1904–1983), sowjetischer Funktionär der Staatssicherheit und Politiker
- Ignatjew, Sergei (* 1972), russischer Skispringer
- Ignatjew, Sergei Michailowitsch (* 1948), russischer Finanz- und Wirtschaftspolitiker
- Ignatjew, Wladislaw Wjatscheslawowitsch (* 1987), russischer Fußballspieler
- Ignatoff, David (1885–1954), russischer jiddischer Schriftsteller und Publizist
- Ignatov, Denis (* 1988), deutsch-russischer Fotograf
- Ignatova, Ruja (* 1980), deutsch-bulgarische BetrügerinRuja Ignatova (* 1980)

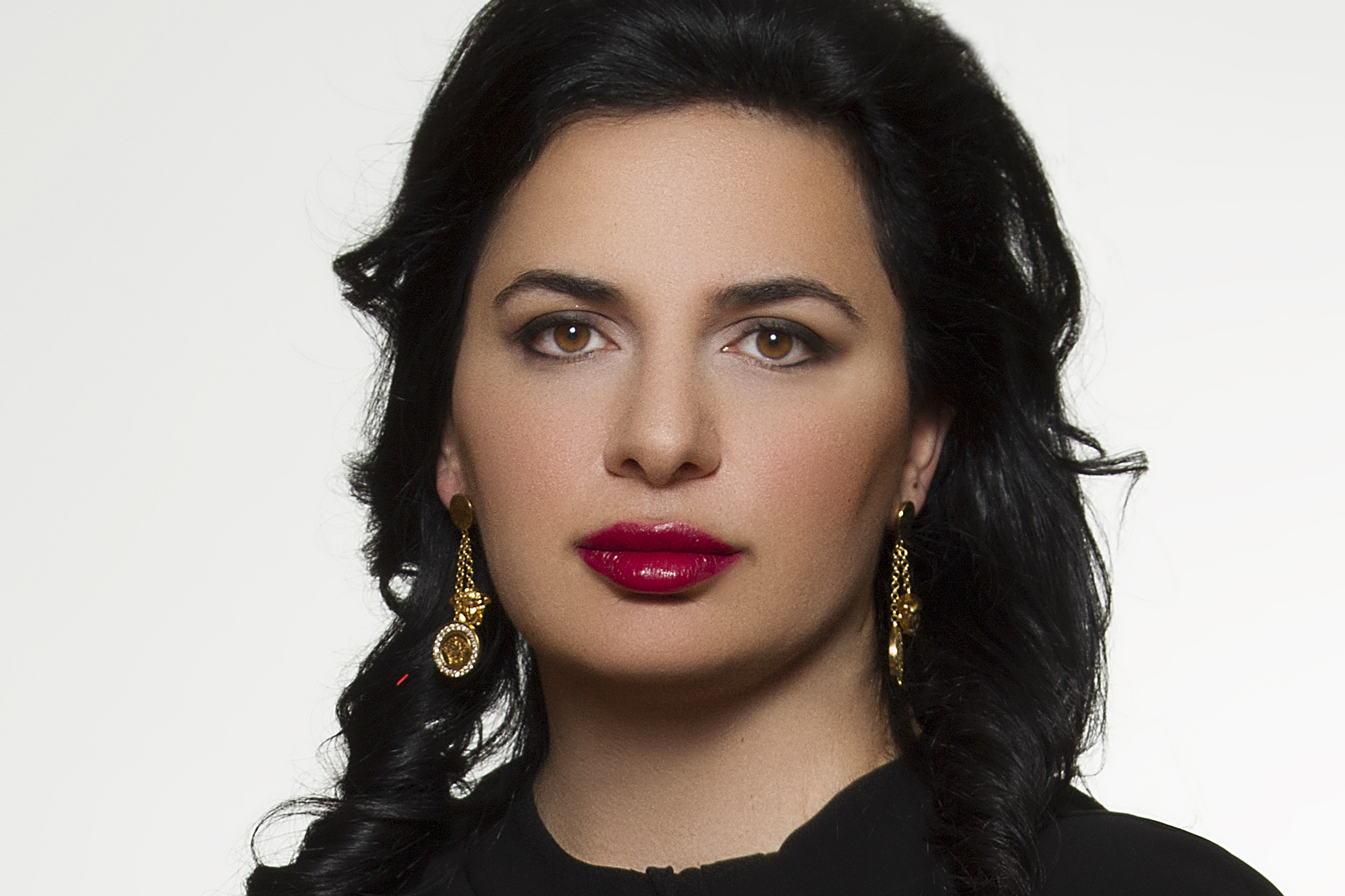
Ruja Ignatova (* 1980)

- Ignatovičs, Andrejs (* 1971), lettischer Eishockeyspieler und -trainer
- Ignatow, Christo (* 1953), bulgarischer Ringer
- Ignatow, Dimitri (* 1998), deutscher Handballspieler
- Ignatow, Ewgeni (* 1959), bulgarischer Langstreckenläufer
- Ignatow, Jewgeni Wiktorowitsch (* 1979), russischer Kanute
- Ignatow, Michail Alexandrowitsch (* 2000), russischer Fußballspieler
- Ignatow, Nikolai Grigorjewitsch (1901–1966), sowjetischer Politiker
- Ignatow, Nikolai Iwanowitsch (* 1956), russischer Offizier
- Ignatowa, Lilija (* 1965), bulgarische Turnerin
- Ignatowa, Natalja Leonidowna (* 1973), russische Sprinterin
- Ignatowitsch, Boris Wsewolodowitsch (1899–1976), sowjetischer Fotograf
- Ignatowitsch, Maxim Andrejewitsch (* 1991), russischer Eishockeyspieler
- Ignatowski, Wladimir Sergejewitsch (1875–1942), russischer Physiker
- Ignatuschkin, Igor Jurjewitsch (* 1984), russischer Eishockeyspieler
- Ignatzek, Klaus (* 1954), deutscher Jazzmusiker (Pianist, Komponist, Dozent)
- Ignatzi, Helene (* 1960), deutsche Sozialwissenschaftlerin und Professorin
- Ignazi, Piero (* 1951), italienischer Politikwissenschaftler
- Ignazio da Laconi (1701–1781), italienischer Kapuziner und Mystiker
- Ignerski, Michał (* 1980), polnischer Basketballspieler
- Ignez Arruda, Ayda (1936–1983), brasilianische Logikerin und Hochschulprofessorin
- Ignjatijević, Nikola (* 1983), serbischer Fußballspieler
- Ignjatovic, Branislav (* 1966), serbischer Basketballtrainer
- Ignjatović, Gavrila (1920–2005), serbische Äbtissin des Klosters Ravanica
- Ignjatovic, Johanna (* 1952), österreichische Illustratorin und Cartoonistin
- Ignjatović, Nevena (* 1990), serbische Skirennläuferin
- Ignjatovic, Patrick (* 1982), österreichischer Fußballspieler
- Ignjić, Dragan (* 1982), serbischer Trompeter und Flügelhornist
- Ignjovski, Aleksandar (* 1991), serbischer Fußballspieler
- Ignolin, Guy (1936–2011), französischer Radrennfahrer
- Ignor, Alexander (* 1953), deutscher Strafverteidiger, Rechtswissenschaftler und Hochschullehrer
- Ignor, Fred (1920–1999), deutscher Rundfunkmoderator, Schlagertexter und Drehbuchautor
- Ignotas, Anicetas (* 1952), litauischer Politiker
- Ignotus (1869–1949), ungarischer Schriftsteller, Dichter, Journalist und Übersetzer

### Igo
- Igo, Ida von (1864–1930), österreichische Opernsängerin (Sopran)
- Igoa, Silvestre (1920–1969), spanisch-baskischer Fußballspieler
- Igoe, James T. (1883–1971), US-amerikanischer Politiker
- Igoe, Michael L. (1885–1967), US-amerikanischer Jurist und Politiker
- Igoe, Sonny (1923–2012), US-amerikanischer Jazzmusiker
- Igoe, William L. (1879–1953), US-amerikanischer Politiker
- Igolnikow, Michail Sergejewitsch (* 1996), russischer Judoka
- Igoma, Yurie, japanische Synchronsprecherin (Seiyū)
- Igonen, Matvei (* 1996), estnischer Fußballspieler
- Igor († 945), Kiewer FürstIgor († 945)

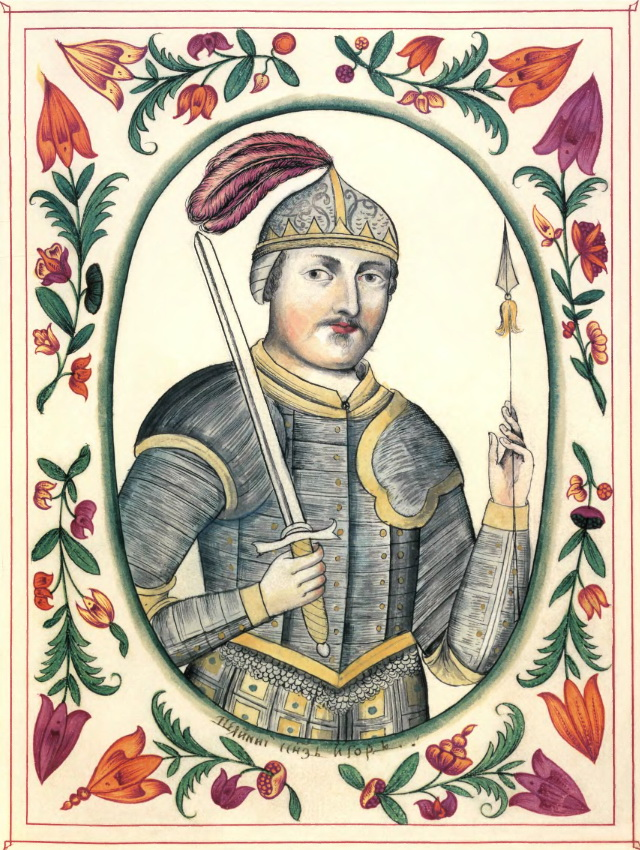
Igor († 945)

- Igor II. († 1147), Fürst von Tschernigow und Großfürst von Kiew, orthodoxer HeiligerIgor II. († 1147)

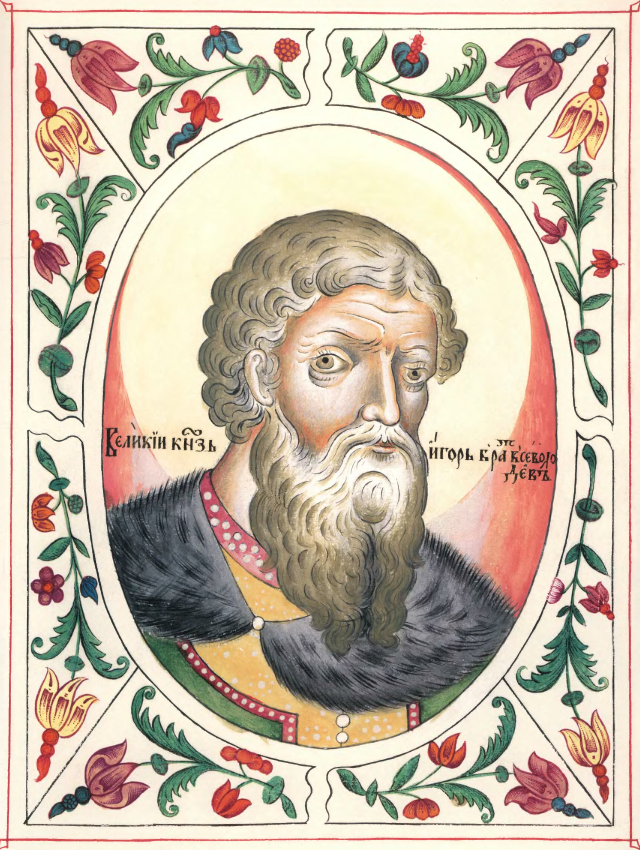
Igor II. († 1147)

- Igor Jaroslawitsch († 1060), Fürst von Wolhynien (1054–1057) und Fürst von Smolensk (1057–1060)
- Igorov, Andrei (1939–2011), rumänischer Kanute
- Igort (* 1958), italienischer Comiczeichner
- Igoschina, Walentina (* 1978), russische Pianistin
- Igovinas, Juozas, litauischer Fußballspieler

### Igr
- İğrek, Emir Can (* 1993), türkischer Musiker
- Igriš-Halam, Herrscher von Ebla
- Igropulo, Konstantin Walerjewitsch (* 1985), russischer Handballspieler und -trainer

### Igs
- Iğsız, Hasan (* 1946), türkischer General

### Igu
- Iguacel, Christian (* 1996), belgischer Sprinter
- Iguacén Borau, Damián (1916–2020), spanischer Geistlicher, römisch-katholischer Bischof von San Cristóbal de La Laguna o Tenerife
- Iguarán, Arnoldo (* 1957), kolumbianischer Fußballspieler
- Iguchi, Bryan (* 1973), US-amerikanischer Snowboardfahrer
- Iguchi, Noboru (* 1969), japanischer Filmregisseur und Schauspieler
- Iguchi, Shikazo (1889–1956), japanischer Bauingenieur
- Iguchi, Takuto (* 1988), japanischer Automobilrennfahrer
- Iguchi, Yuka (* 1988), japanische Synchronsprecherin und Sängerin
- Igudesman, Aleksey (* 1973), russisch-deutscher Geiger und Komponist
- Iguider, Abdalaati (* 1987), marokkanischer Mittelstreckenläufer
- Igumenow, Wiktor Michailowitsch (* 1943), sowjetischer Ringer
- Igumnow, Alexander Wassiljewitsch (1761–1834), russischer Mongolist, Buddhismuskundler und Übersetzer
- Igumnow, Konstantin Nikolajewitsch (1873–1948), russischer Komponist und Klaviervirtuose
- Igumnowa, Natalija Petrowna (1939–2022), sowjetische bzw. russische Bibliothekswissenschaftlerin
- Igun, Samuel (* 1938), nigerianischer Drei- und Hochspringer
- Iguodala, Andre (* 1984), US-amerikanischer BasketballspielerAndre Iguodala (* 1984)

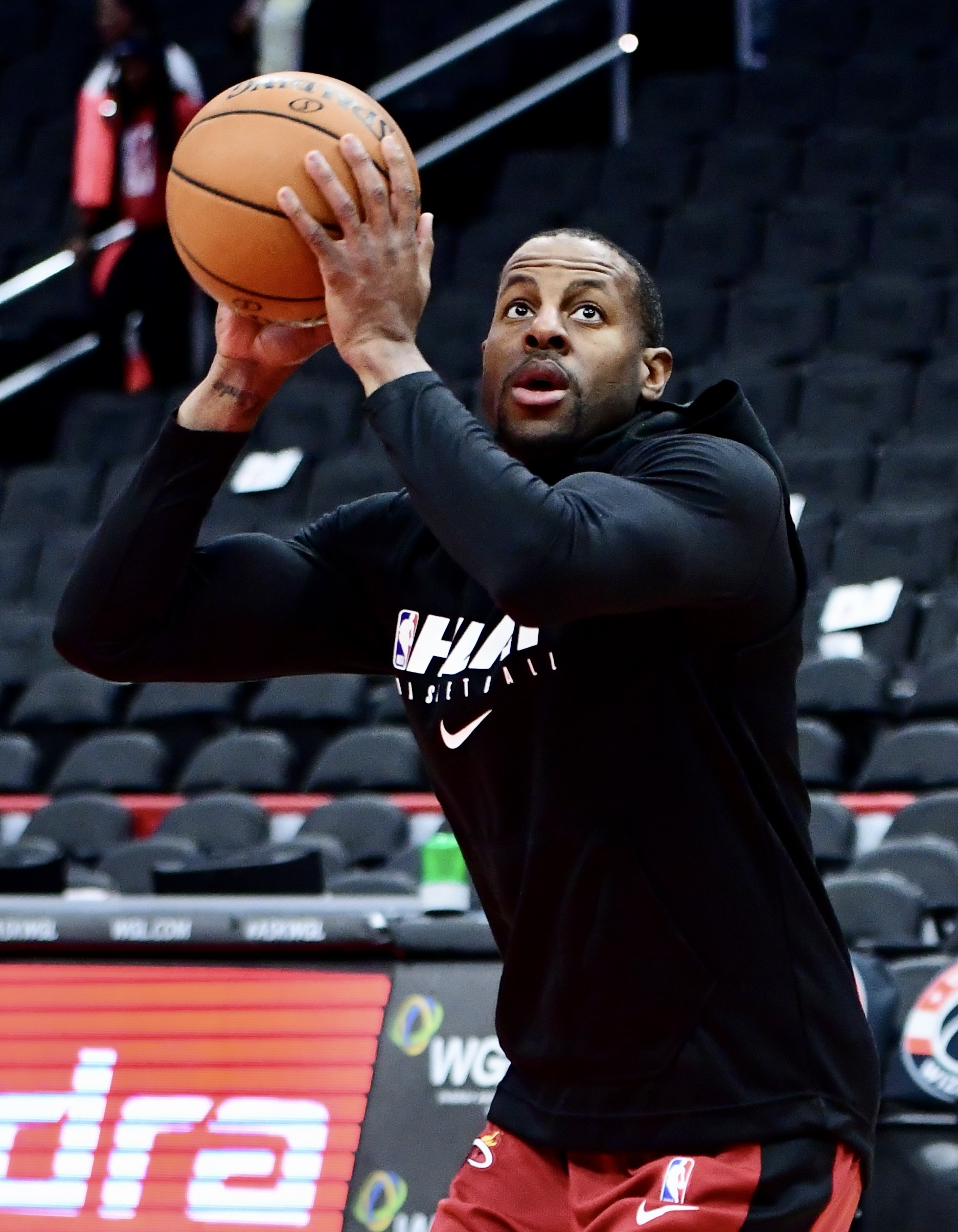
Andre Iguodala (* 1984)

- Iguro, Masaji (1913–2000), japanischer Skispringer
- Igusa, Jun-Ichi (1924–2013), japanischer Mathematiker

### Igw
- Igwe, Amaechi (* 1988), US-amerikanisch-nigerianischer Fußballspieler
- Igwe, Chioma (* 1986), US-amerikanische Fußballspielerin
- Igwe, Leo (* 1970), nigerianischer Menschenrechtsaktivist und Humanist

### Igy
- Igy, Tony (* 1985), russischer Künstler der elektronischen Musik